# Широко је лишће
Широко је лишће је југословенски филм из 1981. године. Режирао га је Петар Латиновић, а сценарио су писали Мирослав Антић и Петар Латиновић у сарадњи са Миленком Николићем.

## Радња
Радња се одвија 1943. године и данас, а у центру догађања је партизанска школа у Срему.
Млада новинарка добија задатак да сними репортажу о учесницима народноослободилачког рата из овог краја. У сремском селу среће обичне, једноставне људе. Открива да се ту налазила слободна територија и партизанска школа. Преживљавајући све догађаје млада новинарка сазрева идентификујући се са учесницима револуције.
"Широко је лишће" је прича о оданости међу партизанима.

## Улоге
| Глумац                | Улога                |
| --------------------- | -------------------- |
| Беким Фехмију         | Баја                 |
| Мира Бањац            | Јованка              |
| Јадранка Селец        | Јара                 |
| Ксенија Мартинов      | Анђа као девојка     |
| Татјана Лукјанова     | Анђа као старица     |
| Иван Хајтл            | Деда Веса            |
| Љубиша Самарџић       | Марко                |
| Душан Јанићијевић     | Среја                |
| Адем Чејван           | Мркшић               |
| Зоран Радмиловић      | Милан                |
| Стеван Гардиновачки   | Гавро                |
| Тома Јовановић        | Миле                 |
| Слободан Димитријевић | Бранко               |
| Стеван Шалајић        | Гуса                 |
| Радослав Миленковић   | Младић               |
| Драгомир Пешић        | Синиша               |
| Милица Радаковић      | Бранкова мајка       |
| Новак Билбија         | Партизан са кочијама |
| Михајло Плескоњић     | Млади сељак          |
| Селимир Тошић         | Келнер               |
| Александра Плескоњић  | Мртва жена           |
| Зоран Миљковић        | Човек у кафани       |
| Владан Живковић       | ТВ редитељ           |
| Јосиф Татић           | Камерман             |
| Богољуб Петровић      | Мајстор светла       |
| Стојан Стојиљковић    | Мајстор тона         |
| Љуба Куликола         | Радмила              |
| Милан Мародић         | Миленко              |
| Драгутин Колесар      | Пијанац              |
| Зоран Плавшић         | Среја као дечак      |
| Сава Ђурђевић         | Марко као дечак      |
| Дамир Варга           | Милан као дечак      |
| Златибор Стоимиров    |                      |
| Владислав Каћански    |                      |
| Милица Остојић        |                      |
| Михајло Форо          |                      |
| Зоран Богданов        |                      |
| Милан Шмит            |                      |
| Сава Дамјановић       |                      |
| Драгица Брковић       |                      |
| Драгана Калаба        |                      |
| Заида Кримсамхалов    |                      |
| Зорица Ђуришић        |                      |
| Славко Ђорђевић       |                      |
| Драшко Билић          |                      |

## Награде
На 28. Филмском фестивалу у Пули 1981. године:
- Мира Бањац – Златна арена за најбољу женску улогу
- Јадранка Селец – награда Ружа Пазинке за улогу у филму